# Carlo Molinari
Pour les articles homonymes, voir Molinari.
Charles Molinari (dit Carlo Molinari), né le 28 février 1933 à Villerupt, est un pilote de motocross et un ancien président du Football Club de Metz.

## Biographie
Carlo Molinari, né en 1933 à Villerupt, est d'origine italienne, il ne se fait pourtant pas connaître à ses débuts par le football, mais par le motocross, discipline où il remporte le Championnat de France trois fois entre 1952 et 1955. C'est à cette époque, pour maintenir sa condition physique, que Molinari participe aux entraînements des joueurs professionnels du FC Metz. C'est de là que datent ses liens avec le club messin.
Perdant sa motivation, il se retire du monde du motocross à 24 ans et se consacre à la gestion d'une société de concessionnaire poids lourd IVECO fondée avec son ami Roger Carpi.
Il prend la présidence du club à la croix de Lorraine en 1967, succédant à Paul Mayer, qui assurait l'intérim de Raymond Herlory démissionnaire en 1965. Il en est resté le président jusqu'en 2009 (avec un intermède entre 1978 et 1983), cédant sa place à Bernard Serin. Il comptabilise ainsi 34 saisons à la tête du club, représentant 1 254 matchs au total.
Carlo Molinari était l'un des plus anciens présidents de club de football professionnel français avec, par exemple, Louis Nicollin ou Jean-Claude Hamel.